# Північно-Мостівський заказник
Півні́чно-Мо́стівський — ландшафтний заказник місцевого значення в Україні. Розташований у межах Рівненського району Рівненської області, на північ від села Мости. 
Площа 18,1 га. Статус надано згідно з рішенням обласної ради від 27.05.2005 року № 584. Перебуває у віданні ДП СЛАП «Здолбунівський держспецлісгосп» (кв. 60, вид. 26-28). 
Статус надано з метою збереження частини лісового масиву на мальовничих пагорбах Мізоцького кряжу. 
Ландшафтний заказник «Північно-Мостівський» входить до складу національного природного парку «Дермансько-Острозький».